# Halbzeit
Die Halbzeit bezeichnet in vielen Ball- und insbesondere Torspielen den Zeitpunkt, wenn die Hälfte der regulären Spieldauer abgelaufen ist. Zudem ist die Halbzeit eine umgangssprachliche Bezeichnung für die Hälfte.

## Fußball
In einem Fußballspiel dauern beide Hälften jeweils 45 Minuten. Die Halbzeitpause dazwischen beträgt maximal 15 Minuten. Auch die Verlängerungen sind in zwei Hälften zu 15 Minuten aufgeteilt.
Die Nachspielzeit wird normalerweise nicht in die Hälfte mit einberechnet. So beginnt die Uhr zur zweiten Hälfte immer bei 45 Minuten, auch wenn es in der ersten Hälfte Nachspielzeit gab. Die Halbzeitpause ist mit einem Seitenwechsel der beiden spielenden Mannschaften auf dem Feld verbunden.

## Handball
Die normale Spielzeit für alle Mannschaften ab 16 Jahren (A-Jugend, Erwachsene) beträgt 2 × 30 Minuten effektive Spielzeit mit einer Pause von normalerweise 10 Minuten.
In Pokalspielen kann es bei Torgleichheit nach Ablauf der regulären Spielzeit zu einer Verlängerung kommen. Diese dauert 2×5 Minuten mit 1 Minute Halbzeitpause. Steht es danach immer noch unentschieden, so wird eine zweite Verlängerung mit ebenfalls 2×5 Minuten mit 1 Minute Halbzeitpause gespielt.
Für Jugendmannschaften ist die Spielzeit wie folgt reduziert:
- 2 × 25 Minuten bei einem Alter von 12 bis 16 Jahre (C- und B-Jugend); 10 Minuten Pause
- 2 × 20 Minuten bei einem Alter von 8 bis 12 Jahre (bis einschließlich D-Jugend)

## Unterwasserrugby
Ein Unterwasserrugby-Spiel dauert 2 × 15 Minuten effektive Spielzeit mit einer Pause von 5 Minuten. Bei Torgleichheit gibt es bei Entscheidungsspielen eine Verlängerung von nochmals 15 Minuten, allerdings mit Golden Goal.
Bei freien Turnieren kann der Ausrichter die Spielzeit beliebig festsetzen. Oft kommt, aufgrund besserer Planbarkeit, durchlaufende Zeit zum Einsatz.

## American Football
Die Halbzeit im American Football, auch englisch Halftime genannt, findet zwischen dem zweiten und dritten Viertel des Spiels statt und dauert in der Regel 12 bis 15 Minuten. Während dieser Zeit kehren die Spieler in die Umkleideräume zurück, um sich zu erholen, medizinische Versorgung zu erhalten und taktische Anpassungen mit den Trainern zu besprechen. Zudem wird die Halbzeitpause oft für Unterhaltungsprogramme, Werbespots und andere Veranstaltungen im Stadion genutzt.